# Жайворон Михайло Микитович
Миха́йло Мики́тович Жа́йворон (*1 вересня 1953, Кочичине) — прозаїк і поет, літературний критик, журналіст. Член Національної спілки письменників України та Національної спілки журналістів України, заслужений журналіст України, почесний професор Житомирського державного інституту культури і мистецтв. Співзасновник та голова правління Асоціації професійних журналістів та рекламістів Житомирщини.

## Життєпис
Народився 1 вересня 1953 року у селі Кочичиному Ємільчинського району на Житомирщині. Навчався у Кочичинській восьмирічній та Малоглумчанській середній школах, які закінчив на «відмінно». Вищу освіту здобув на факультеті української філології Житомирського державного педагогічного інституту (нині Житомирський державний університет імені Івана Франка) (1974) та на відділенні журналістики Вищої партійної школи при ЦК Компартії України (1983). Після проходження строкової військової служби в Групі радянських військ у Німеччині (1974—1975) працював кореспондентом, відповідальним секретарем редакції ємільчинської районної газети «Народна трибуна» (1974—1981), відповідальним випусковим, старшим редактором громадсько-політичного мовлення Житомирського облтелерадіокомітету (1983—1990).
Учасник ліквідації аварії на Чорнобильській АЕС у травні 1986 року. На початку 90-х заснував незалежну обласну громадсько-політичну щотижневу газету «Житомир», яка виходила упродовж десяти років, був її незмінним головним редактором (1990—2000), а також редактором видавництва «Житомир» (2000—2010). У 2005 та 2006 роках - перший головний редактор всеукраїнського тижневика «Бессарабія ділова».
Упродовж 2002—2006 років очолював пресслужбу Міністерства палива та енергетики України, був заступником начальника управління — начальником відділу взаємодії з Верховною Радою України, засобами масової інформації та громадськістю, помічником Міністра — прессекретарем, організатором створення та інформаційним менеджером офіційного вебсайту Мінпаливенерго, секретарем редколегії щомісячного друкованого видання «Відомості Міністерства палива та енергетики України».
Входив до урядової міжвідомчої групи з організації виконання Державної програми інформування громадськості з питань європейської інтеграції України на 2004—2007 роки.
У 2010-2014-му — начальник відділу забезпечення діяльності керівництва Житомирської облдержадміністрації, з квітня 2014-го — радник голови облдержадміністрації з питань свободи слова та інформації, у 2018-2019-му — помічник директора Інституту сільського господарства Полісся Національної академії аграрних наук України.
З 2020 року — на творчій роботі.
Одружений. Дружина — Жайворон Ольга Володимирівна, 1957 р.н., cин — Максим, 1977 р.н.

## Творчість

### Книги
1. Михайло Жайворон. Усе на світі — від Любові. Поезія / Житомир: вид. М. Косенко, 2006. — 104 с. ISBN 966-8123-38-7
2. Михайло Жайворон. Бумеранг гріха. Роман. Книга перша / Житомир: вид. ПП «Рута», 2013. — 180 с. ISBN 978-617-581-206-8
3. Михайло Жайворон. Via Dolorosa. Поезія / Київ: літературна агенція «Друге дихання», 2017. — 300 с. ISBN 966-8448-07-3
4. Михайло Жайворон. Біла книга пророцтв. Поезія / Житомир: вид. О. О. Євенок, 2019. — 184 с. ISBN 978-966-995-006-2
5. Михайло Жайворон. Гніздо висоти. Поезія / Житомир: вид. О. О. Євенок, 2021. — 256 с. ISBN 978-966-995-160-1
6. Михайло Жайворон. Чорнобильський вузол: розпад атома. Поезія / Літературно-інклюзивне видання у двох томах. Том перший // Укладачки – Уляна Княгинецька, Ірина Пархоменко  // Будапешт: Фундація української книги в Угорщині, 2023. – 65 с.   ISBN 978-615-01-7947-6
7. Михайло Жайворон. Чорнобильський вузол: розпад імперії. Поезія / Літературно-інклюзивне видання у двох томах. Том другий // Укладачки – Уляна Княгинецька, Ірина Пархоменко  // Будапешт: Фундація української книги в Угорщині, 2023. – 65 с.  ISBN 978-615-01-7947-6
8. Михайло Жайворон. У всі дзвони. Поезія. – Київ: Друкарський двір Олега Федорова, 2024. – 132 с. ISBN 978-617-8477-42-4
9. Поетична вАрта. Українська поезія спротиву. Книга-білінгва. Упорядник – Михайло Жайворон. – Будапешт: Фундація української книги в Угорщині, 2024. – 144 с. ISBN 978-615-02-1433-7
10. Михайло Жайворон. Влада слова. Інформаційний ресурс паливно-енергетичного комплексу України. Навчальний посібник для студентів та аспірантів вищих навчальних закладів / Житомир: вид. «Житомир», 2004. — 208 с. ISBN 5-7592-0564-1
11. Михайло Жайворон (співавтори — Гайдук В. А., Карташов Є. Г., Поташник С. І., Дубовець М. О.). Одне із семи чудес. Історично-документальне видання / Житомир: вид. «Житомир», 2002. — 128 с. ISBN 5-7592-0550-1
12. Енергетична Мекка України. Упорядник та головний редактор — Михайло Жайворон  /  Житомир: вид. «Житомир», 2002. — 208 с. ISBN 5-7592-0552-8
13. Михайло Жайворон, Микола Зіновчук. Пора вибору. Нариси, статті, інтерв'ю  / Житомир: вид. «Житомир», 2006. — 112 с. ISBN 5-7592-0611-7
14. Михайло Жайворон. Формула успіху. Бізнес-посібник / Житомир: вид. «Житомир», ПП «Рута», 2009. — 156 с. ISBN 978-966-816-277-0
15. Михайло Жайворон. По вірі буде вам. Літературно-документальне видання / Житомир: вид. «Житомир», ПП «Рута», 2012. — 204 с. ISBN 978-617-581-097-2
16. Михайло Жайворон. Хто ж він, Михайло Пухтаєвич? Літературно-документальне видання / Житомир: вид. «Житомир», ПП «Рута», 2014. — 104 с. ISBN 978-617-581-224-2
17. Михайло Жайворон. Камо грядеши? Літературно-документальне видання  / Житомир: вид. О. О. Євенок, 2019. — 160 с. ISBN 978-617-7752-48-5

### Публікації у літературно-мистецьких збірниках і альманахах
1.      Михайло Жайворон. Вірші // Вітрила 1974—1975. Альманах / Київ: Молодь, 1975. — 168 с. (с. 52-53).
2.      Михайло Жайворон. Вірші // Іван Островерхий. Мої пісні тобі, Україно! Збірник музичних творів / Житомир: Волинь, Рута, 2006. — 750 с. (с. 408, 410—411, 413—417).    ISBN 966-8059-77-8
3.      Михайло Жайворон. Василь Кавун. Двадцять років опісля / Живий у пам'яті людській / Славетні імена Житомирщини — серія / Житомир: Полісся, 2010. — 192 с. (с. 54-66).  ISBN 978-966-655-552-9
4.      Жайворон Михайло Микитович: поезія — то його планета / Вацлав Янчевський. Мої життєві стежини… / Житомир: Рута, 2017. — 200 с. (с. 153—160).  ISBN 978-617-581-308-9
5.      Михайло Жайворон. Вірші //Вацлав Янчевський. Життя продовжується… / Житомир: Рута, 2020. — 240 с.  ISBN 978-617-581-423
6.      Михайло Жайворон. Вірші // Крила. Українсько-канадський літературно-художній альманах. Число 1  / Острог: ФОП Криловець Р. А., 2017. — 228 с. (с. 137—146).  ISBN 978-966-97629-0-0
7.      Михайло Жайворон. Вірші // Крила. Українсько-канадський літературно-художній альманах. Число 2  /  Острог: ФОП Криловець Р. А., 2017. — 236 с. (с. 106—109).  ISBN 978-966-97629-1-7
8.      Михайло Жайворон. Вірші // Понад усе нам — Україна. Поезія / Літературно-мистецький кіш «Ріднокрай». Випуск шостий / Лубни: Інтер Парк, 2018. — 300 с. (с. 87-91).  ISBN 978-966-2773-86-6
9.      Михайло Жайворон. Вірші // Медобори. Альманах, № 13 / Хмельницький: вид. ПП Цюпак А. А., 2018. — 352 с. (с. 77-81).  ISBN 978-617-513-518-1
10.  Михайло Жайворон. Вірші // ПАРК Шодуара. Поетична антологія рідного краю /Житомир: вид. О. О. Євенок, 2018. — 420 с. (с. 178—181).  ISBN 978-617-7703-62-3
11.   Михайло Жайворон. Вірші // Українська мова і література в школі. Науково-методичний журнал,  № 4, 2018 (с. 56-60); № 2, 2021 (с. 62-64).
12.   Михайло Жайворон. Вірші (цитати) // Українська мова (рівень стандарту. Підручник для 11 класу закладів загальної середньої освіти / Н. Б. Голуб, О. М. Горошкіна, В. І. Новосьолова  / Київ: Педагогічна думка, 2019. — 232 с. (с. 9, 12, 14, 17, 51, 67, 158, 161, 175).  ISBN 978-966-644-499-1
13.   Михайло Жайворон. Вірші  // Зірка Різдва-2020. Альманах. Випуск № 7 / Київ: Друкарський двір Олега Федорова, 2020. — 200 с. (с. 6-12).  ISBN 978-617-7817-46-7
 14.   Михайло Жайворон. Вірші // Золотий альманах Міжнародного фестивалю мистецтв «Зірка Різдва». Випуск № 8. Упор. — Скорик С. І. / Запоріжжя: Кераміст, 2021. — 188 с. (с.158-159). ISBN 978-966-2404-66-1
15.   Михайло Жайворон. Вірші // Просто на Покрову. Літературно-мистецький альманах Коростенщини, № 14, 2020 / БВГ «Вечірній Коростень», ПП «Рута», 2020. — 168 с. (с. 101—102).  ISBN 978-617-581-438-3
16.   Михайло Жайворон. Вірші // У пошуку альтернативи. Поезія сучасної України, ч. 1 / Київ: Друкарський двір Олега Федорова, 2020. — 536 с. (с. 256—263).  ISBN 978-617-7817-52-8
17.   Михайло Жайворон. Вірші // Зима-2020. Літературний альманах / Ковток життя — серія / Біла Церква: Час Змін Інформ, 2020. — 300 с. (с. 256—261).  ISBN 978-617-7477-03-6 (серія); ISBN 978-617-7477-80-7
18.   Михайло Жайворон. Вірші // Весна-2020. Літературний альманах / Ковток життя — серія / Біла Церква: Час Змін Інформ, 2020. — 268 с. (184—191).  ISBN 978-617-7477-03-6 (серія); ISBN 978-617-7477-93-7
19.   Михайло Жайворон. Вірші // Літо-2020. Літературний альманах / Ковток життя — серія /Біла Церква: Час Змін Інформ, 2020. — 236 с. (с. 115—123).  ISBN 978-617-7477-03-6 (серія); ISBN 978-617-7477-94-4
20.   Михайло Жайворон. Вірші // Осінь-2020. Літературний альманах / Ковток життя — серія / Біла Церква: Час Змін Інформ, 2020. — 192 с. (с. 30-38).  ISBN 978-617-7477-03-6 (серія); ISBN 978-617-7959-15-0
21.   Михайло Жайворон. Вірші // Поетичне метро. Збірка сучасних віршів, присвячених київському метро / Упор. — Бережко-Камінська Ю. М. / Київ: Саміт-книга, 2021. — 206 с. (с. 33, 39).
22.   Михайло Жайворон. Вірші // Серце  Логосу: присвяти Ліні Костенко і пісні на її слова / Антологія присвят — серія / Упор.: В. Джуран, Н. Джуран-Гладиш; учасники проєкту: НСПУ, Чернівецька обласна організація НСПУ, Чернівецький національний університет ім. Ю. Федьковича, Наукова бібліотека Чернівецького національного університету ім. Ю. Федьковича та [ін.]. / Чернівці: Букрек, 2020. — 192 с. (с. 51).
23.   Михайло Жайворон. Вірші // У рідному краї і серце співає. Пісні та вірші / Поетична скарбниця Ємільчинщини — серія / Автор-упор. — Скиба П. В. / Рівне: Волинські обереги, 2021. — 384 с. (с. 147—154).  ISBN 978-966-416-825-7
24.   Михайло Жайворон. Вірші // Колесо Життя. Журнал-тренінг / Київ: Колесо Життя, № 2, 2021. — 112 с.
25.   Михайло Жайворон. Вірші // Натхненні Лесею. Збірка поезій до 150-річчя від дня народження Лесі Українки / Упор. — Нетрибійчук Н. Л. / Обласна бібліотека для юнацтва Житомирської обласної ради / Житомир, 2021. — 44 с. (с. 5-10).
26.   Михайло Жайворон. Вірші // Імбир. Альманах яскравої літератури, т. 2 / Літературна агенція «Зілля» /  Вінниця: Твори, 2021. — 360 с. (с. 247—254).  ISBN 978-966-949-981-3
27. Михайло Жайворон. Мій шлях — ріка, яку долаю вплав… / Літературна сторінка // ж. «Світло спілкування», № 30, 2022 // Житомир: ФОП Худяков О. В., 2022. — 148 с. (с. 79-83).
28. Михайло Жайворон. Вірші // Україна непереможна. Громадянська лірика / Літературно-мистецький кіш «Ріднокрай». Випуск десятий. Редактор-упорядник Олександр Печора // Лубни: Інтер Парк, 2022. — 400 с. (с. 121—129).  ISBN 978-617-7658-40-4
29. Михайло Жайворон. Проживеш отак вік – і неждано оголиться правда. Вірш // Антологія «In principio eratVerbum. Україна: Поезія часу війни» (Володимир Тимчук) / Львів: Астролябія, 2022. – 384 с. ISBN 978-617-664-259-6
30. Михайло Жайворон. Вірші // Просто на Покрову. Літературно-мистецький альманах Коростенщини, №17 // БВГ «Вечірній Коростень», Житомир: ФОП Худяков О.В., 2023. – 248 с. (с. 58-65).  ISBN 978-617-8331-02-3
31. Михайло Жайворон. Вірші // Рух Землі: Антологія патріотичної поезії. Випуск 6 // Упорядник – Олесь Дяк // Дрогобич: Коло, 2023. – 208 с. (с. 140-173)  // Серія «Бібліотека Премії». ISBN 978-617-642-659-2
32. Михайло Жайворон «І доля, і воля – на лезі війни». Поезія // Літературно-мистецький та громадсько-публіцистичний журнал «Золота Пектораль», №1-2 (59-60), 2023. – с. 71-72   
33. Михайло Жайворон. Поезії // Відсіч. Літературний альманах // Житомир: ТОВ «Видавничий дім «Бук-Друк», 2023. – 188 с. (с. 98-100). ISBN 978-617-560-020-7
34. Михайло Жайворон. Поезії // Вічність трива цей день. Художні хроніки війни // Інститут літератури ім. Т.Г. Шевченка; за ред. Миколи Жулинського; упоряд.: Наталія Торкут, Олена Поліщук, Тарас Головань, Ніна Герасименко, Анжела Матющенко // Тернопіль: Джура, 2023. – 444 с. (с. 84-89; 393-394). ISBN 978-966-185-206-7
35. Михайло Жайворон. Поезії // Римова. Війна. Антологія воєнної лірики / упор. Юлія Бережко-Камінська // К.: Саміт-Книга, 2023. – 228 с. (с. 84-86). ISBN 978-966-986-627-1
36. Михайло Жайворон. Поезії // СІВАЧ. Літературно-мистецький альманах. Випуск №8 // Харків, ТОВ Промарт, 2024. – 258 с. (с. 168-180). ISBN 978-617-8195-45-8
37. Михайло Жайворон. Поезії // СЛОВО. Антологія української поезії та прози, №2, 2024 / Бібліотека альманаху «Сівач», випуск 13 // Харків, 2024. – 216 с. (с. 14-18).  
38. Михайло Жайворон. Поезії // На боці Світла / On the Side of the Light // Поетичний альманах // Київ: Друкарський двір Олега Федорова, 2024 – 264 с. (с. 36-40). ISBN 978-617-8169-51-0
39. Михайло Жайворон. Поезії // Шевченковий блокпост. Антологія воєнної лірики, присвячена 210-й річниці з дня народження Тараса Шевченка. Упор. В. Коваленко // Київ: ФОП Степурін І.М., 2024 – 252 с. ISBN 978-617-8422-12-7
40. Михайло Жайворон. На позитиві. Поезія і пісні. Випуск 11 // Лубни: Інтер Парк, 2024. – 408 с. (с. 112-118). ISBN 978-617-7658-52-7
41. Михайло Жайворон. Ця висока пора. Поезія / Пошук пораненого поета. Поетична збірка. — Львів, Апріорі, 2024. — 96 с. (с. 52). ISBN 978-617-629-902-8
42. Михайло Жайворон. Never Too Early, Never Too Late (Ніколи не пізно — ніколи не рано). Вірш англ. мовою. —журнал спілки поетів штату Флорида (США) «Of Poets & Poetry», січень-лютий 2025. — С. 20-21. ( https://www.amazon.co.uk/Poets-Poetry-Publication-Florida-Association/dp/B0DSW5JBTT/ref=sr_1_2 ).  
43. Михайло Жайворон. Шахівниця твоя (Your Chessboard Is Here). Вірш укр. та англ. мовами. — Міжнародна поетична антологія «Sunfiowers Rising»: Peace Poems Anthology: by Poets for Peace. — Printed in the United States of America by Buster Bodhi Press, LLCOrmond Beach, FL, 2025. — 210 p. — С. 16-17.
44. Михайло Жайворон. У всі дзвони Слова. Поезії. — Літературно-мистецький часопис  «Дзвін», №3 (травень-червень 2025 року), с. 7-15. 
45. Михайло Жайворон. Не шукаю чудес… Поезія. — Міжнародний літературно-мистецький журнал «Склянка Часу*Zeitglas», №114, 2025.

### Літературне редагування
1. Като Джавахішвілі. Колискова для чоловіків. Вірші. Переклад Сергія Лазо / Тернопіль: Підручники і посібники, 2018. — 128 с. ISBN 978-966-07-3383-1
2. Сергій Лазо. І я люблю… Новели, пісні / Тернопіль: Підручники і посібники, 2020. — 128 с. ISBN 978-966-07-3773-0
3. Євгенія Юрченко. Аритмія мовчання. Поезія / Житомир: вид. О. О. Євенок, 2019. — 80 с. ISBN 978-617-7752-25-6
4. Євгенія Юрченко. Візії дощу. Поезія / Житомир: вид. О. О. Євенок, 2020. — 112 с. ISBN 978-966-995-150-2
5. Вікторія Давиденко. Рік у високоссі. Поезія / Київ: Друкарський двір О. Федорова, 2021. — 96 с. ISBN 978-617-7955-35-0
6. Євгенія Юрченко. Артерія сонця. Поезія / Київ: Друкарський двір Олега Федорова, 2022. — 144 с. ISBN 978-617-8082-04-8
7. Ігор Павлюк. Танець Мамая. Вірші 2017—2022 років // Київ: Саміт-книга, 2023. — 288 с. 
8. Сергій Лазо. Цвяхи: Вірші // Тернопіль: Підручники і посібники, 2024. — 96 с.

### Передмови
1. До збірки поезій Олександра Врублівського «Розпишуся думками у хмарах» (О. Б. Врублівський / Житомир: вид. О. О. Євенок, 2019. — 116 с. ISBN 978-617-7752-26-3).
2. «Не вірші ще — лише передчуття». Передмова до збірки поезій Олега Озарянина «Невблаганні» (Олег Озарянин. Невблаганні. Поезія / Житомир: вид. О. О. Євенок, 2019. — 128 с.)
3. «Супроти течій плавленого скла». Передмова до книги: Жайворон Михайло. Гніздо висоти. Поезія / Житомир, 2021 / Павлюк Ігор «Історії емоцій. Про тексти та життєтексти сучасних літераторів» / Передмова Миколи Тимошика. — Львів, «Світ», 2021. — 352 с.  ISBN 978-966-914-330-3
4. «Поезія – душа колективного опору». Передмова до книги української жіночої поезії «Серце у пікселі» // Видання Центру українських дослідників у Австрії. – Відень, 2023. – 168 с. 

### Рецензії, статті
1. Михайло Жайворон. Він сказав дуже мало, але сказав дуже добре // Мелодії осінньої печалі. Поезія Валерія Лісовського / Житомир: Рута, 2010. – 160-163 с. ISBN 978-966-2936-21-6
2. Михайло Жайворон. Ламаючи кола стереотипів // Кримська світлиця /  Петро Кухарчук. Коло / Житомир: вид. О. О. Євенок, 2017
3. Михайло Жайворон. У пошуку своєї агапе. Поетична матерія у прозі Петра Кухарчука / Кухарчук П. Агапе / Житомир: вид. О. О. Євенок, 2017
4. Михайло Жайворон. Руйнація стін // Літературна Україна, № 29-30, 17.08.2019 / Като Джавахішвілі. Колискова для чоловіків. Вірші. Переклад Сергія Лазо / Тернопіль: Підручники і посібники, 2018. — 128 с.
5. Михайло Жайворон. Не вірші ще — лише передчуття… // Олег Озарянин. Невблаганні. Поезія / Житомир: вид. О. О. Євенок, 2019. — 128 с.
6. Михайло Жайворон. У долонях Людмили Камерон // Камерон Л. Твої долоні у моїх. Поезія, проза / Київ: Друкарський двір Олега Федорова, 2019. — 88 с.
7. Михайло Жайворон. Буг завжди пам'ятає Бога // Українська літературна газета, № 23 (289), 20.11.2020 / Павлюк Ігор. Буг. Роман. — Львів: Світ, 2020. — 328 с.
8. Михайло Жайворон. Мозаїка пам'яті у новелах Сергія Лазо // Літературна Україна, № 3 (5886), 13 лютого 2021 року /Лазо Сергій. І я люблю… / Тернопіль: Підручники і посібники, 2020. — 128 с.
9. Михайло Жайворон. Сонячні рефлексії модерної поезії Крупки // Крупка Віктор. СОН ЦЕ. Поезія / — Луцьк: Твердиня, 2021. — 216 с.
10. Михайло Жайворон. На межі болючого розриву // Всеукраїнська громадсько-політична та літературна газета «Кримська світлиця», № 15, 16.04.2021 / Павлюк Ігор. Спас. Книга духовної лірики / — Львів: Піраміда, 2021. — 288 с.
11. Михайло Жайворон. Житейські історії від Наталії Яреми // Буквоїд, 27.08.2021 // Ярема Наталія. Дочекатися божих птахів. Оповідання / Львів: СПОЛОМ, 2020. – 128 с. (серія «Бібліотека Крилатого Лева»).
12. Михайло Жайворон. Шовковий шлях найдревнішої літератури світу // Українська літературна газета, № 20 (312), 08.10.2021 / Всеукраїнська громадсько-політична та літературна газета «Кримська світлиця», № 28, 16.07.2021 / Тенденції китайської літератури та творчість Мо Яня: колективна монографія / упор. І. З. Павлюк. — Одеса: Гельветика, 2021. — 272 с.
13. Михайло Жайворон. Шовковий шлях літературного Китаю: погляд із України // Український Інформаційний Простір. Науковий рецензований журнал відкритого доступу, № 2 (8) / Київський національний університет культури і мистецтв,  2021. –  272 с.
14. Михайло Жайворон. Емоційно предивні історії по-павлюківськи // Всеукраїнська громадсько-політична та літературна газета «Кримська світлиця», № 40, 08.10.2021; «Буквоїд», 01.10.2021; «Про книги: книги українських авторів та відгуки на них». Український Авторський Портал https://book-ua.net , 01.10.2021 / Павлюк Ігор. сторії емоцій. Про тексти та життєтексти сучасних літераторів / Передмова Миколи Тимошика. — Львів: Світ, 2021. — 352 с.
15. Михайло Жайворон. Апостол духовності і патріотизму. Помітки на шпальтах нової книги Миколи Тимошика. До 140-річчя від дня народження та 50-річчя від дня упокоєння Івана Огієнка // «Буквоїд», 17.12.2021 / Тимошик Микола «Іван Огієнко: Як ти українець…» / К.: Парламентське видавництво, 2019. — 528 с. (Політичні портрети — серія).
16. Михайло Жайворон. Апостол українського духу. Помітки на шпальтах нової книги Миколи Тимошика. До 140-річчя від дня народження та 50-річчя від дня упокоєння Івана Огієнка // «Кримська Світлиця», № 51, 24.12.2021 / Тимошик Микола «Іван Огієнко: Як ти українець…» / К.: Парламентське видавництво, 2019. — 528 с. (Політичні портрети — серія).
17. Михайло Жайворон. Як ти — українець…. Помітки на сторінках нової книги Миколи Тимошика. До 140-річчя від дня народження та 50-річчя від дня упокоєння Івана Огієнка // Обласна громадсько-політична газета «Житомирщина», № 1 (21110) від 11.01.2022.
18. Михайло Жайворон. Вузлик щирих почуттів. Помітки на шпальтах книги двох авторів // «Золота Пектораль», 02.01.2022 / Кухарчук Петро, Коризма Галина. Подарунок & Маленький вузлик щирих почуттів. Проза / Косів: Писаний камінь, 2021. — 112 с.
19. Михайло Жайворон. Лакмусовий індикатор моралі та ученості // Золота Пектораль, 08.06.2022; Буквоїд, 10.06.2022 / Петро Білоус. Університет суворого режиму. Роман // Житомир: вид. ФОП Худяков О. В., 2022. — 312 с.
20. Михайло Жайворон. Лакмусовий папірець моралі та ученості // Українська літературна газета, № 11-12 (329—330), червень 2022 // Петро Білоус. Університет суворого режиму. Роман // Житомир: вид. ФОП Худяков О. В., 2022. — 312 с.
21. Голограма душі Марії Гончар. Деякі нотатки про мистецтво декламування поезії // Золота Пектораль, 04.07.2022 //  https://zolotapektoral.te.ua/голограма-душі-марії-гончар/
22. Михайло Жайворон. Мертві поети сраму не імуть // Українська літературна газета, № 21 (339) 28.10.2022; Буквоїд, 19.08.2022 /http://bukvoid.com.ua/reviews/books/2022/08/19/125057.html // Петро Білоус. Клуб мертвих поетів. Повісті // Житомир, вид. ФОП Худяков О. В., 2022. — 176 с.
23. Михайло Жайворон. Вакуум не терпить порожнечі // Березіль. Літературно-художній та громадсько-політичний журнал, № 3, 2022, с. 184—188 / Буквоїд, 30.08.2022 / «Українська літературна газета» № 22 (340), 11.11.2022 // Павлюк Ігор. Вакуум. Роман-есе // Київ: Друкарський двір Олега Федорова, 2022. — 280 с.
24. Михайло Жайворон. Віршовані листи, запечатані в книгах // Золота Пектораль, 16.03.2023 / Буквоїд, 22.03.2023 // Дзюрбей Ольга. Голос кохання. Вірші // Житомир: видавничий дім «Бук-Друк», 2021. — 148 с. // Дзюрбей Ольга. Чекаю, я тебе… Кохаю!: Поезія. — Житомир: вид. О. О. Євенок, 2023. — 104 с.
25. Михайло Жайворон «Ми до правди ще не готові» // Золота Пектораль, 15.05.2023 / Буквоїд, 18.05.2023 / Українська літературна газета, № 7 (351), 24.07.2023 / «Березіль». Літературно-художній та громадсько-політичний журнал, №3, 2023, с. 179-188 // Павлюк Ігор. Танець Мамая: Вірші 2017-2022 років / Передмова Дмитра Дроздовського / Худ. оформл. Олена Завітайло. − К.: САМІТ-КНИГА, 2023. – 288 с.
26. Михайло Жайворон. Жіноча поезія на війні // Буквоїд, 19.11.2023 // Серце у пікселі. Українська жіноча поезія (UkrainianEdition) // Amazon. com / Видання Центру українських дослідників у Австрії. – Відень, 2023. – 168 с.
27. Михайло Жайворон. Літературна Покрова древлянського краю // Золота Пектораль, 25.11.2023 // Просто на Покрову: Літературно-мистецький альманах Коростенщини, №17 // БВГ «Вечірній Коростень», Житомир: ФОП Худяков О.В., 2023. – 248 с.
28. Михайло Жайворон. Неминучий у своїх клейнодах (пам’яті поета). 1 січня 2024 року поетові Василю Сташуку виповнилося б 80 // Золота Пектораль, 01.01.2024
29. Михайло Жайворон. Воскресіння у Слові / «Буквоїд», 30.10.2024, http://bukvoid.com.ua/reviews/books/2024/10/30/143634.html // Вікторія Краснопір. Без тебе я не воскресну. Поезії, есе, образки / Житомир: Рута, 2024. — 196 с.
30. Михайло Жайворон. Слова, мов цвяхи, вийняті з долонь /«Буквоїд», 05.11.2024 http://bukvoid.com.ua/reviews/books/2024/11/05/093923.html / Сергій Лазо. Цвяхи. Вірші  // Тернопіль: Підручники і посібники, 2024. — 96 с.  ISBN 978-966-07-3788-4
31. Михайло Жайворон. Словá, яких вимагав час // «Буквоїд», 20.11.2024  http://bukvoid.com.ua/reviews/books/2024/11/20/191404.html / Богдан Томенчук. Вишийте, мамо, бронежилет. Поезія / Брустури: Дискурсус, 2024. — 328 с.
32. Михайло Жайворон. Гра світлотіней і рим / «Золота Пектораль», 10.12.2024 https://zolotapektoral.te.ua/гра-світлотіней-і-рим/ Штанько Ігор. Ахроматичність. — Житомир: Бук-Друк, 2023. — 156 с.
33. Михайло Жайворон. Між рядками незвіданих тиш. Поезія Євгенії Юрченко. Notate bene. — Буквоїд, 31.12.2024 http://bukvoid.com.ua/reviews/books/2024/12/31/134539.html  / Євгенія Юрченко. Віддзеркалення. Поезія. — Житомир: вид. О.О. Євенок,  2018. — 104 с.; Євгенія Юрченко. Аритмія мовчання. Поезія. — Житомир: вид. О.О. Євенок,  2019. — 80 с.; Євгенія Юрченко. Візії дощу. Поезія. — Житомир: вид. О.О. Євенок, 2020. — 112 с.; Євгенія Юрченко. Артерія сонця. Поезія. — Київ: Друкарський двір Олега Федорова, 2022, 2024. — 144 с.; Євгенія Юрченко. Між рядками незвіданих тиш. Поезія. — Житомир, ФОП Гембарський О.П., 2024. — 84 с.
34. Михайло Жайворон. Житомирський текст Петра Білоуса. — «Золота Пектораль», 16.06.2025 https://zolotapektoral.te.ua/житомирський-текст-петра-білоуса/, «Буквоїд», 26.06.2025 http://bukvoid.com.ua/reviews/books/2025/06/26/091742.html, «Українська літературна газета», №7 (375), 28.07.2025.— Білоус Петро. Трилогія «Житомир»: «Міст самогубців», «Секретар, або Житомирський скарб», «Житомирський апокриф». — Київ: Друкарський двір Олега Федорова, 2024.

## Нагороди
- Лауреат премії імені Михайла Клименка (м. Житомир, 2010).
- Переможець обласного конкурсу «Краща книга року» у номінації «Поезія року» за книгу «Via Dolorosa» (м. Житомир, 2017)[5][6].
- Диплом II ступеня у номінації «Поезія» на III Всеукраїнському літературному конкурсі ім. Леся Мартовича (м. Жовква, 2017).
- Диплом за кращу добірку ліричних творів у номінації «Сила чоловічого поетичного слова» на Всеукраїнському фестивалі любовної лірики та авторської пісні про кохання «Мовою серця» (м. Івано-Франківськ, 2017).
- Лауреат першої премії Ордену Карпатських лицарів «Краща книга» на IV Всеукраїнському поетичному фестивалі «Карпатський Пегас—2018» за книгу «Via Dolorosa» (с. Нагуєвичі Дрогобицького району Львівської області, 2018)[7].
- Лауреат літературного конкурсу VIII Міжнародного фестивалю мистецтв «Зірка Різдва 2020» (м. Запоріжжя, 2020)[8].
- Лауреат Всеукраїнської літературно-мистецької премії імені Василя Юхимовича (Коростень, 2020).
- Лауреат Всеукраїнської премії імені Івана Огієнка 2021 року (номінація «Література»).
- Лауреат Міжнародної літературно-мистецької премії імені Пантелеймона Куліша (2022).
- Лауреат першої премії Літературного марафону серед письменників України/Житомирщини «Війна росії проти України. Відсіч» у номінації «Поезія» (2022).
- Лауреат першої премії імені Катерини Мандрик-Куйбіди 2023 року.
- Лауреат Всеукраїнської літературної премії імені Івана Сльоти (2024).
- Лауреат Всеукраїнської літературної премії «Благовіст» у номінації «Поезія» (2024).
- Лауреат конкурсу «Краща книга року» – 2024 у номінації «Гран-прі» на теренах Житомирщини (літературно-інклюзивний двотомник поезій «Чорнобильський вузол: розпад атома», т. 1 та «Чорнобильський вузол: розпад імперії», т. 2 / Будапешт: Фундація української книги в Угорщині / Magyarországi Ukrán Könyv Alapítvány, 2023).
- Почесне звання «Заслужений журналіст України» (2002)[9].
- Нагрудний знак «Відмінник енергетики України» (2003).
- Грамота Міністерства палива та енергетики України (2006).
- Почесний професор Житомирського державного інституту культури і мистецтв (2012).
- Почесна грамота Житомирської облдержадміністрації (2013).
- Пам'ятна медаль до 30-річчя аварії на ЧАЕС «За заслуги» (2016).
- Грамота Житомирської обласної ради (2023).